# Jacques Le Brigant (1720-1804)
Jacques Le Brigant, né à Pontrieux le  18 juillet 1720 et mort le 3 février 1804, est avocat au Parlement de Bretagne et celtisant.

## Biographie
Il ne plaide guère, préférant passer son temps à étudier l'histoire de la Bretagne et la langue bretonne dont il devient un des plus ardents promoteurs. Il fait partie des figures de proue de la celtomanie, mouvement de la fin du XVIIIe siècle jusqu’au milieu du XIXe siècle, avant que les études scientifiques ne remplacent ce type de travaux.
Jacques Le Brigant imagine que le breton est la langue-mère de tous les idiomes et prétend pouvoir comprendre de nombreuses langues. Sa devise, valant programme, est : « Celtica negatur, negatur orbis » (« Qui nie la Celtie, nie l'Univers »). On l'affuble du surnom de « Prince des Celtomanes »,. Avec Jacques Cambry, Il fonde l'Académie celtique le 30 mars 1804.

« Ses excès et sa puérilité rendent [sa] tâche difficile. Voltaire, qu'il a croisé en Hollande, se moque de lui. Dans les salons parisiens, on se gausse et on lui tend un piège. On lui propose de servir d'interprète à un jeune Tahitien qui n'est, en fait, qu'un garçon des rues hurlant des sons gutturaux sans aucun sens. Le Brigant affirme qu'il peut le comprendre, provoquant l'hilarité de l'assemblée. »

## Source
- Marc Décimo, La celtomanie au XIXe siècle, Bulletin de la Société de linguistique de Paris, t. XCIII (1998), fasc. 1, Paris-Louvain, Peeters, p. 1-40.
- Marc Décimo, Sciences et pataphysique, Dijon, Les presses du réel, collection Hétéroclites, tome 1 : Savants reconnus, érudits aberrés, fous littéraires, hétéroclites et celtomanes en quête d’ancêtres hébreux, troyens, gaulois, francs, atlantes, animaux, végétaux... , 2014, chapitre I : Jacques Le Brigant, p. 4-52.  (ISBN 978-2-84066-646-2)
- V. Tourneur, Esquisse d’une histoire des études celtiques, 1905